# Édouard Mignan

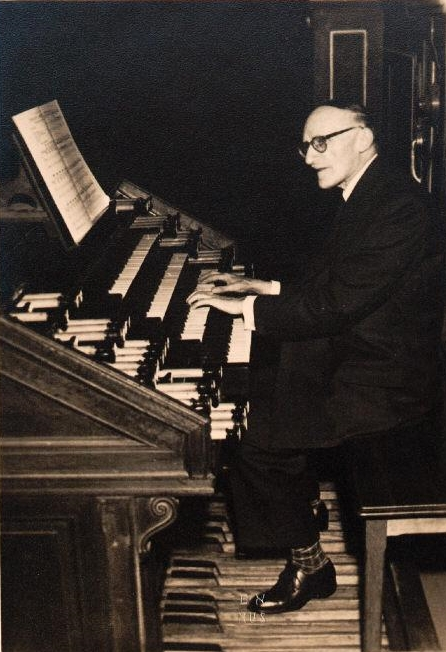
Édouard Mignan an der Orgel der Église de la Madeleine (1960)

Édouard Mignan (* 17. März 1884 in Orléans; † 17. September 1969 in Paris) war ein französischer Organist und Komponist.

## Leben
Mignan wurde bereits im Alter von vierzehn Jahren Organist an der Kirche Saint Paterne seiner Geburtsstadt. Er studierte Orgel bei Alexandre Guilmant und Louis Vierne und gewann 1912 den Ersten Second Grand Prix de Rome.
1917 wurde er als Nachfolger von Roger Boucher Organist an der Kirche Saint-Thomas-d’Aquin in Paris, 1935 wurde er Nachfolger des verstorbenen Henri Dallier an der Cavaillé-Coll-Orgel der Kirche La Madeleine. Diese Stelle hatte er bis 1962 inne.
Mignan galt als hervorragender Orgelimprovisator. Zu seinen Schülern zählten u. a. Francis Chapelet und der kanadische Organist Georges-Émile Tanguay. Er komponierte Orchestersuiten, geistliche Chorwerke und Motetten sowie Orgelwerke, darunter die 12 Pièces nouvelles und Toccata Médiévale.